# José Clemente Maurer
José Clemente Maurer C.Ss.R. (ur. 13 marca 1900 w Püttlingen (Diecezja Trewiru) w Niemczech, zm. 27 czerwca 1990 w Sucre w Boliwii) – boliwijski duchowny katolicki, kardynał, arcybiskup Sucre.

## Życiorys
Wstąpił do zgromadzenia ojców redemptorystów i złożył ostatnie śluby zakonne 10 września 1921 roku. Nowicjat odbył we Francji w Trois-Épis. Święcenia kapłańskie otrzymał 19 września 1925 roku. Podjął pracę misyjną wśród Indian boliwijskich w latach 1926–1947. Był wiceprowincjałem zgromadzenia redemptorystów na Amerykę Południową w latach 1947–1950. 1 marca 1950 roku papież Pius XII mianował go biskupem tytularnym Cea i biskupem pomocniczym La Paz. Konsekracja biskupia odbyła 16 kwietnia 1950 roku w kościele SS. Redentore i S. Alfonso na Via Merulana w Rzymie, sakry biskupiej udzielił kard. Adeodato Giovanni Piazza. 27 października 1951 roku mianowany arcybiskupem metropolitą Sucre. Brał udział w obradach Soboru Watykańskiego II. Na konsystorzu 26 czerwca 1967 roku Paweł VI wyniósł go do godności kardynalskiej z tytułem prezbitera Santissimo Redentore e Sant’Alfonso in Via Merulana. Był przewodniczącym Konferencji Episkopatu Boliwii. Uczestnik obydwu konklawe w roku 1978. 30 listopada 1983 roku złożył rezygnację z pasterskiego zarządzania archidiecezją Sucre. Był pierwszym pochodzącym z Boliwii kardynałem. Zmarł 27 czerwca 1990 roku w Sucre. Pochowano go w archikatedrze metropolitalnej w Sucre.